# Danny DeVito
Daniel Michael "Danny" DeVito, Jr. (Neptune, 17. studenog 1944.), američki filmski glumac, redatelj, i producent.

## Vanjske poveznice
- Danny DeVito u internetskoj bazi filmova IMDb-u (engl.)